# Pians
Pians es una localidad del distrito de Landeck, en el estado de Tirol, Austria, con una población estimada a principio del año 2018 de 813 habitantes. 
Se encuentra ubicada al suroeste del estado, al oeste de la ciudad de Innsbruck —la capital del estado—, en el valle del río Eno y cerca de la frontera con Suiza, Italia y con el estado de Vorarlberg.